# Санта-Барбара-ди-Гояс
Санта-Барбара-ди-Гояс (порт. Santa Bárbara de Goiás)  —  муниципалитет в Бразилии, входит в штат Гояс. Составная часть мезорегиона Центр штата Гойас. Входит в экономико-статистический  микрорегион Аникунс. Население составляет 5737 человек на 2006 год. Занимает площадь 139,598 км². Плотность населения — 41,1 чел./км².

## История
Город основан 23 октября 1963 года.

## Статистика
- Валовой внутренний продукт на 2003 год составляет 22 858 073,00 реалов (данные: Бразильский институт географии и статистики).
- Валовой внутренний продукт на душу населения на 2003 год составляет 4247,13 реалов (данные: Бразильский институт географии и статистики).
- Индекс развития человеческого потенциала на 2000 год составляет 0,733 (данные: Программа развития ООН).

## География
Климат местности: тропический.